# Austria na Zimowych Igrzyskach Olimpijskich 1980
Austrię na Zimowych Igrzyskach Olimpijskich 1980 reprezentowało 43 zawodników.

## Zdobyte medale
| Medal  | Zawodnik                      | Dyscyplina            | Konkurencja                        |
| ------ | ----------------------------- | --------------------- | ---------------------------------- |
| Złoto  | Leonhard Stock                | Narciarstwo alpejskie | zjazd mężczyzn                     |
| Złoto  | Annemarie Moser-Pröll         | Narciarstwo alpejskie | zjazd kobiet                       |
| Złoto  | Toni Innauer                  | Skoki narciarskie     | indywidualnie na normalnej skoczni |
| Srebro | Peter Wirnsberger             | Narciarstwo alpejskie | zjazd mężczyzn                     |
| Srebro | Hubert Neuper                 | Skoki narciarskie     | indywidualnie na dużej skoczni     |
| Brąz   | Hans Enn                      | Narciarstwo alpejskie | gigant mężczyzn                    |
| Brąz   | Georg Fluckinger Karl Schrott | Saneczkarstwo         | dwójka mężczyzn                    |

## Skład kadry

### Biathlon
Mężczyźni
| Zawodnik                                             | Konkurencja         | czas biegu | Kary | Łączny czas | Pozycja |
| ---------------------------------------------------- | ------------------- | ---------- | ---- | ----------- | ------- |
| Siegfried Dockner                                    | Bieg na 20 km       | 1:10:35,28 | 4:00 | 1:14:35,28  | 17.     |
| Alfred Eder                                          | Bieg na 20 km       | 1:11:44,28 | 4:00 | 1:15:44,28  | 24.     |
| Rudolf Horn                                          | Bieg na 20 km       | 1:10:03,83 | 6:00 | 1:16:03,83  | 26.     |
| Franz-Josef Weber                                    | Bieg na 10 km       | 34:25,28   | 1    | 34:25,28    | 11.     |
| Alfred Eder                                          | Bieg na 10 km       | 35:58,27   | 4    | 35:58,27    | 23.     |
| Rudolf Horn                                          | Bieg na 10 km       | 36:31,25   | 5    | 36:31,25    | 28.     |
| Rudolf Horn Franz-Josef Weber Josef Koll Alfred Eder | Sztafeta 4 × 7,5 km | 1:38:32,02 | 4    | 1:38:32,02  | 6.      |

### Bobsleje
Mężczyźni
| Osada  | Zawodnik                                                           | Konkurencja | Ślizg 1 | Ślizg 2 | Ślizg 3 | Ślizg 4 | Łącznie | Pozycja |
| ------ | ------------------------------------------------------------------ | ----------- | ------- | ------- | ------- | ------- | ------- | ------- |
| AUT-II | Fritz Sperling Kurt Oberhöller                                     | Dwójki      | 1:03,58 | 1:03,64 | 1:03,13 | 1:03,23 | 4:13,58 | 7.      |
| AUT-I  | Franz Paulweber Gerd Zaunschirm                                    | Dwójki      | 1:03,52 | 1:03,67 | 1:03,01 | 1:03,70 | 4:13,90 | 9.      |
| AUT-I  | Fritz Sperling Heinrich Bergmüller Franz Rednak Bernhard Purkrabek | Czwórki     | 1:00,75 | 1:00,77 | 1:00,41 | 1:00,69 | 4:02,62 | 4.      |
| AUT-II | Walter Delle Karth Franz Paulweber Gerd Zaunschirm Kurt Oberhöller | Czwórki     | 1:00,91 | 1:01,12 | 1:00,25 | 1:00,67 | 4:02,95 | 5.      |

### Łyżwiarstwo figurowe
| Zawodnik                           | Konkurencja     | Nota   | Pozycja |
| ---------------------------------- | --------------- | ------ | ------- |
| Claudia Kristofics-Binder          | Solistki        | 176,88 | 7.      |
| Susi Handschmann Peter Handschmann | Tańce na lodzie | 177,78 | 11.     |

### Narciarstwo alpejskie
Mężczyźni
| Zawodnik            | Konkurencja | Konkurencja | Konkurencja       | Konkurencja       | Konkurencja   | Konkurencja   | Konkurencja       | Konkurencja              | Konkurencja              | Konkurencja              |
| Zawodnik            | Zjazd       | Zjazd       | Slalom gigant     | Slalom gigant     | Slalom gigant | Slalom gigant | Slalom specjalny  | Slalom specjalny         | Slalom specjalny         | Slalom specjalny         |
| Zawodnik            | Czas        | Pozycja     | Czas 1. przejazdu | Czas 2. przejazdu | Czas łączny   | Pozycje       | Czas 1. przejazdu | Czas 2. przejazdu        | Czas łączny              | Pozycja                  |
| ------------------- | ----------- | ----------- | ----------------- | ----------------- | ------------- | ------------- | ----------------- | ------------------------ | ------------------------ | ------------------------ |
| Leonhard Stock      | 1:45,50     | złoto       | 1:22,97           | 1:24,43           | 2:47,40       | 26.           | 56,43             | 53,98                    | 1:50,41                  | 18.                      |
| Peter Wirnsberger   | 1:46,12     | srebro      |                   |                   |               |               |                   |                          |                          |                          |
| Werner Grissmann    | 1:47,21     | 7.          |                   |                   |               |               |                   |                          |                          |                          |
| Harti Weirather     | 1:47,40     | 9.          |                   |                   |               |               |                   |                          |                          |                          |
| Hans Enn            |             |             | 1:20,31           | 1:22,20           | 2:42,51       | brąz          | 53,70             | 51,42                    | 1:45,12                  | 4.                       |
| Christian Orlainsky |             |             | 1:21,92           | 1:22,78           | 2:44,70       | 13.           | Dyskwalifikacja   | Nie ukończył konkurencji | Nie ukończył konkurencji | Nie ukończył konkurencji |
| Anton Steiner       |             |             | 1:21,93           | 1:23,83           | 2:45,76       | 18.           | 54,56             | 50,85                    | 1:45,41                  | 7.                       |

Kobiety
| Zawodniczka           | Konkurencja | Konkurencja | Konkurencja                  | Konkurencja                           | Konkurencja                           | Konkurencja                           | Konkurencja                  | Konkurencja                  | Konkurencja                  | Konkurencja                  |
| Zawodniczka           | Zjazd       | Zjazd       | Slalom gigant                | Slalom gigant                         | Slalom gigant                         | Slalom gigant                         | Slalom specjalny             | Slalom specjalny             | Slalom specjalny             | Slalom specjalny             |
| Zawodniczka           | Czas        | Pozycja     | Czas 1. przejazdu            | Czas 2. przejazdu                     | Czas łączny                           | Pozycja                               | Czas 1. przejazdu            | Czas 2. przejazdu            | Czas łączny                  | Pozycja                      |
| --------------------- | ----------- | ----------- | ---------------------------- | ------------------------------------- | ------------------------------------- | ------------------------------------- | ---------------------------- | ---------------------------- | ---------------------------- | ---------------------------- |
| Annemarie Moser-Pröll | 1:37,52     | złoto       | 1:15,64                      | 1:27,55                               | 2:43,19                               | 6.                                    | Nie ukończyła 1-go przejazdu | Nie ukończyła 1-go przejazdu | Nie ukończyła 1-go przejazdu | Nie ukończyła 1-go przejazdu |
| Ingrid Eberle         | 1:39,63     | 6.          | 1:18,18                      | 1:29,24                               | 2:47,42                               | 14.                                   | 45,21                        | 46,50                        | 1:31,71                      | 13.                          |
| Cornelia Pröll        | 1:42,44     | 22.         |                              |                                       |                                       |                                       |                              |                              |                              |                              |
| Regina Sackl          |             |             | Nie ukończyła 1-go przejazdu | Nie ukończyła 1-go przejazdu          | Nie ukończyła 1-go przejazdu          | Nie ukończyła 1-go przejazdu          | Nie ukończyła 1-go przejazdu | Nie ukończyła 1-go przejazdu | Nie ukończyła 1-go przejazdu | Nie ukończyła 1-go przejazdu |
| Lea Sölkner           |             |             | 1:18,30                      | Nie stanęła na starcie 2-go przejazdu | Nie stanęła na starcie 2-go przejazdu | Nie stanęła na starcie 2-go przejazdu | Nie ukończyła 1-go przejazdu | Nie ukończyła 1-go przejazdu | Nie ukończyła 1-go przejazdu | Nie ukończyła 1-go przejazdu |

### Saneczkarstwo
Mężczyźni
| Zawodnik                             | Konkurencja | Ślizg 1 | Ślizg 2 | Ślizg 3 | Ślizg 4 | Łącznie  | Pozycja |
| ------------------------------------ | ----------- | ------- | ------- | ------- | ------- | -------- | ------- |
| Gerhard Sandbichler                  | Jedynki     | 44,128  | 44,711  | 44,305  | 44,307  | 2:57,451 | 5.      |
| Franz Wilhelmer                      | Jedynki     | 44,162  | 44,783  | 44,159  | 44,379  | 2:57,483 | 6.      |
| Albert Graf                          | Jedynki     | 44,253  | 44,524  | 44,815  | 44,431  | 2:58,023 | 9.      |
| Georg Fluckinger Karl Schrott        | Dwójki      | 39,509  | 40,286  |         |         | 1:19,795 | brąz    |
| Günther Lemmerer Reinhold Sulzbacher | Dwójki      | 40,017  | 40,486  |         |         | 1:20,503 | 9.      |

Kobiety
| Zawodnik            | Konkurencja | Ślizg 1 | Ślizg 2 | Ślizg 3 | Ślizg 4 | Łącznie  | Pozycja |
| ------------------- | ----------- | ------- | ------- | ------- | ------- | -------- | ------- |
| Angelika Schafferer | Jedynki     | 39,411  | 40,249  | 39,731  | 39,544  | 2:38,935 | 7.      |
| Christine Brunner   | Jedynki     | 39,642  | 40,083  | 39,833  | 40,265  | 2:39,823 | 10.     |
| Annefried Göllner   | Jedynki     | 40,378  | 40,375  | 40,489  | 40,394  | 2:41,636 | 14.     |

### Skoki narciarskie
Mężczyźni
| Konkurencja            | Skoczek       | Skok 1    | Skok 1 | Skok 2    | Skok 2 | Nota  | Pozycja |
| Konkurencja            | Skoczek       | odległość | Nota   | odległość | Nota   | Nota  | Pozycja |
| ---------------------- | ------------- | --------- | ------ | --------- | ------ | ----- | ------- |
| Skocznia normalna K-70 | Toni Innauer  | 89,0      | 131,6  | 90,0      | 134,7  | 266,3 | złoto   |
| Skocznia normalna K-70 | Hubert Neuper | 82,5      | 116,7  | 88,5      | 128,8  | 245,5 | 6.      |
| Skocznia normalna K-70 | Alfred Groyer | 85,5      | 124,5  | 83,5      | 120,8  | 245,3 | 7.      |
| Skocznia normalna K-70 | Armin Kogler  | 85,0      | 123,2  | 79,0      | 111,6  | 234,8 | 12.     |
| Skocznia duża K-90     | Hubert Neuper | 113,0     | 129,9  | 114,5     | 132,5  | 262,4 | srebro  |
| Skocznia duża K-90     | Toni Innauer  | 110,0     | 126,2  | 107,0     | 119,5  | 245,7 | 4.      |
| Skocznia duża K-90     | Armin Kogler  | 110,0     | 123,7  | 108,0     | 121,9  | 245,6 | 5.      |
| Skocznia duża K-90     | Hans Millonig | 97,0      | 101,5  | 100,5     | 107,4  | 208,9 | 25.     |